# Depersonalizace
Depersonalizace je psychický symptom s širokou škálou projevů. Nejobecněji řečeno se vyznačuje zdáním neskutečnosti sebe sama.
Zahrnuje tyto vybrané projevy: Vlastní existence, já anebo tělo se jeví být neskutečné, nereálné, neexistující, nevlastní, cizí. Od svých psychických a tělesných pochodů se osoba cítí být oddělena, odcizena, izolována. To se může týkat všech smyslových modalit – když se např. něčeho dotýká, je to jako by se toho dotýkal někdo jiný; když mluví, slyší mluvit jakoby někoho cizího apod. Někdy se lekne při pohledu do zrcadla, neboť místo sebe sama vidí v zrcadle jakoby někoho neznámého. Může se cítit odhmotněná, jako by nestála pevně na zemi, ale nadnášela se – jako by její tělo bylo zhotoveno z prázdna, vzduchu nebo třeba vaty. Může trpět strachem, že každou chvíli zmizí, zešílí nebo zemře – jako by se v nejbližší chvíli měla oddělit její duše od těla nebo se již oddělila. Časté jsou také pocity ztráty kontroly – osoba má dojem, že neovládá svoje tělo a jeho části, připadá si např. jako loutka bez vlastní vůle nebo jako pozorovatel spíše než činitel svého života. Sama sebe může prožívat jako by byla stroj, robot nebo automat.
Příznačné je také změněné vnímání času (běží mnohem rychleji, jindy naopak velmi pomalu), změněné vnímání těla a prostoru (zvětšuje se nebo zmenšuje), ztráta smyslu pro tělesné hranice, ztráta nebo otupění emocí a empatie, ztráta životní motivace, ztráta smyslu pro důsledky svého chování, zhoršená soustředěnost, paměť a představivost, smyslová otupělost, závratě aj.

## Derealizace
Depersonalizaci často doprovází derealizace, která se ji podobá, ale týká se vnějšího okolí, hmotných objektů a druhých lidí. Obě se mohou vyskytovat i nezávisle na sobě. Osoba v průběhu derealizace prožívá okolí jakoby nebylo opravdu skutečné a reálné. Zdá se jí např., jakoby žila ve snu. Okolní svět se jeví jako by stál za oponou, sklem, mlhou nebo záclonou. Může se zdát plochý a dvojrozměrný podobně jako kresba na papíře nebo obrázek na monitoru počítače. Nebo jakoby se celý život odehrával v televizi nebo kině a osoba jej sledovala jen jako pasivní divák. Dobře známá místa mohou být najednou prožívána jako cizí a neznámá. Blízcí lidé se mohou rovněž zdát cizí. Druzí mohou být vnímáni jako stroje, roboti či jako herci na divadelním jevišti. Osoba může mít pocit, jako by věci kolem ní nebyly hmotné a skutečné, jakoby se jí jen zdály nebo doopravdy neexistovaly.

## Depersonalizační a derealizační syndrom
Depersonalizace a derealizace je přechodně prožívána v nejrůznějších situacích a v různé míře s ní má zkušenost velká část populace. Může se objevit po stresu, při únavě, v průběhu dětství, dospívání nebo jiných vývojových etap, také se objevuje bez zjevného důvodu. Pokud je zažívána trvale nebo se opakovaně, epizodicky vrací, může být příznakem psychické poruchy, která je dle MKN-10 nazývána depersonalizační a derealizační syndrom a dle DSM-IV depersonalizační porucha (depersonalization disorder).
Depersonalizační a derealizační syndrom býval považován za vzácnou poruchu, nověji se ale ukazuje, že jím trpí 1 % až 2 % populace. MKN-10 jej řadí mezi neurotické poruchy, DSM-IV mezi disociativní poruchy. Oba manuály shodně uvádějí neporušené testování reality, tzn. že nejde o psychotickou poruchu, osoba netrpí bludy a halucinacemi, svůj stav si uvědomuje, je jím značně znepokojena a obtěžována a zpravidla jej chce změnit.
Svůj stav se snaží popsat metaforicky („cítím se jako bych byl stroj, jako bych ani neexistoval…“), čímž dává najevo uvedený náhled, ale také obtíže, které jí uchopení zvláštních stavů činí.
Depersonalizační a derealizační syndrom může začít náhle z čista jasna (např. po požití drogy, často společně s panickou atakou) nebo se může postupně léta plíživě rozvíjet. Existují i fyzické příčiny depersonalizace a derealizace. Typicky začíná v období dospívání, ale osoba jím může být postižena i od nejranějšího dětství či dospělého věku. Často se jedná o dlouhodobou obtíž trvající měsíce, léta i desetiletí. Syndrom je stejně rozšířen mezi muži a ženami.
Depersonalizace a derealizace bývají často spoluzažívány s celou řadou jiných psychických poruch a symptomaticky se s nimi překrývají. Vyskytují se společně s depresí, úzkostí, se záchvaty paniky, s poruchami příjmu potravy, posttraumatickou stresovou poruchou, obsedantně kompulzivní poruchou, poruchami osobnosti aj. Žádná z těchto poruch však nepředurčuje přítomnost symptomů depersonalizace a derealizace ani jejich intenzitu, což podporuje koncepci depersonalizačního a derealizačního syndromu jako samostatné poruchy s nezávislým průběhem. Někdy se rozlišuje primární a sekundární forma syndromu, podle toho, zda v klinickém obraze pacienta syndrom dominuje nebo je naopak přidružen k jinému psychickému onemocnění. Současná psychiatrická praxe preferuje diagnostiku úzkostných, afektivních, osobnostních a jiných poruch na úkor depersonalizačního a derealizačního syndromu a ten většinou chápe jen jako sekundární, přidružený fenomén.
Etiologie syndromu není zcela známá. Kromě neurobiologických faktorů se na jeho vzniku může podílet psychické trauma. Znecitlivující a disociační komponenty depersonalizace a derealizace se v průběhu traumatu jeví jako účelné a adaptivní. Mimo oblast psychiatrie a psychologie se objevují teorie přičítající vznik depersonalizace a derealizace oslabení imunity (rtuť, toxiny, leaky gut syndrom).
Léčba syndromu je obtížná. Užívají se psychofarmaka (antidepresiva skupiny SSRI v kombinaci s lamotriginem, benzodiazepiny aj.) a doporučuje se dlouhodobá psychoterapie (psychodynamické, kognitivně behaviorální terapie aj.). Léčbu syndromu komplikuje, že je zřídkakdy diagnostikován. V případě postupného, plíživého počátku syndromu může být jeho význam podceněn a často je mylně interpretován a léčen jako tělesná porucha. V případě náhlého počátku syndromu se pacient může obávat počátečního šílenství a negativního nálepkování a o svém problému raději mlčí.
Okolí na postižené osobě zpravidla přítomnost syndromu nerozpozná. Ta může být přes obtížnost svých psychických stavů docela dobře sociálně adaptovaná. Otupění či ztráta emocí a empatie může nicméně komplikovat navázání a udržení partnerského vztahu a poruchy v kognitivní oblasti mohou zhoršit pracovní výkon nebo dokonce způsobit pracovní neschopnost.

## Historie
Termín depersonalizace (dépersonalisation) poprvé použil francouzský psychiatr Ludovic Dugas roku 1898. Zprávy o prožitcích pacientů, které depersonalizaci připomínají, se datují ale již dříve, minimálně od první poloviny 19. století (např. J.E. Esquirol, A. Zeller, M. Billod, W. Griesinger, později M. Krishaber). Termín derealizace zavedl a jako samostatný koncept vyčlenil německý psychiatr Wilhelm Mayer-Gross (1889–1961) roku 1935. V Čechách se depersonalizaci poprvé a nejvíce věnoval Antonín Heveroch (1869–1927), který roku 1910 v periodiku Časopis lékařův českých v šestidílném seriálu O poruchách jáství demonstroval 8 vlastních a 29 převzatých chorobopisů.